# Mikuláš Konopka
Mikuláš Konopka (Rimavská Sobota, 23 januari 1979) is een voormalige Slowaakse kogelstoter.

## Loopbaan
Zijn eerste internationale medaille behaalde Konopka in 1997 door op de EK voor junioren het zilver te winnen. Het jaar erop werd hij wereldjuniorenkampioen in het Canadese Sudbury met een worp van 18,50 m. In 2000 werd hij op de Olympische Spelen van Sydney in de kwalificatieronde uitgeschakeld met 18,99.
Konopka behaalde tijdens de Europese indoorkampioenschappen van 2002 een bronzen medaille met een persoonlijk record van 20,87, maar testte na de wedstrijd positief op het middel stanozolol en verloor zijn medaille. Door dit dopinggebruik werd Konopka tussen maart 2002 en maart 2004 geschorst.
Zijn persoonlijk record op de buitenbaan is 20,66, behaald in mei 2001 in Ostrava. Na zijn schorsing kwam Konopka sterker terug dan ooit, behaalde een tiende plaats in de finale van het kogelstoten op de Olympische Spelen van Athene in 2004 en verbeterde in 2007 het Slowaakse indoorrecord. Dit presteerde hij tijdens de EK indoor in Birmingham, waar hij het kogelstoten won met een afstand van 21,57. Later dat jaar, op de wereldkampioenschappen van 2007 in Osaka wist hij zich met 19,94 niet te plaatsen voor de finale van het kogelstoten.
Toen Konopka bij een dopingcontrole op 13 mei 2008 opnieuw positief werd getest, kreeg hij een levenslange schorsing.
Konopka is de schoonbroer van Milan Haborák en tweelingbroer van Miloslav Konopka.

## Titels
- Europees indoorkampioen kogelstoten - 2007
- Slowaaks kampioen kogelstoten - 2000, 2005, 2006
- Slowaaks indoorkampioen kogelstoten - 1998, 1999, 2000, 2005, 2006
- Wereldjuniorenkampioen kogelstoten - 1998
- Europees kampioen kogelstoten U23 - 1999, 2001

## Persoonlijke records
| Onderdeel             | Prestatie    | Datum       | Plaats     |
| --------------------- | ------------ | ----------- | ---------- |
| kogelstoten (outdoor) | 20,66 m      | 31 mei 2001 | Ostrava    |
| kogelstoten (indoor)  | 21,57 m (NR) | 2007        | Birmingham |

## Palmares

### kogelstoten
- 1997:  EK junioren - 17,63 m
- 1998:  WJK - 18,50 m
- 1999:  EK U23 - 19,60 m
- 2000: 8e Grand Prix - 18,98 m
- 2000: 13e in kwal. OS - 18,99 m
- 2001: 5e Universiade - 19,51 m
- 2001:  EK U23 - 19,79 m
- 2004:  Europacup C - 19,87 m
- 2004: 10e OS - 19,92 m
- 2005: 6e EK indoor - 19,95 m
- 2005:  Europacup A - 20,04 m
- 2005: 11e WK - 19,72 m
- 2005: 8e Wereldatletiekfinale - 19,29 m
- 2006:  Europacup C - 19,71 m
- 2007:  EK indoor - 21,57 m
- 2007: 19e in kwal. WK - 19,04 m